# 31980 Axelfeldmann
31980 Axelfeldmann este un asteroid din centura principală de asteroizi.

## Descriere
31980 Axelfeldmann este un asteroid din centura principală de asteroizi. A fost descoperit pe 28 aprilie 2000 la Socorro, New Mexico, în cadrul proiectului LINEAR. Asteroidul prezintă o orbită caracterizată de o semiaxă mare de 2,52 ua, o excentricitate de 0,17 și o înclinație de 3,5° în raport cu ecliptica.